# Pontal do Paraná
Pour les articles homonymes, voir Pontal (homonymie).

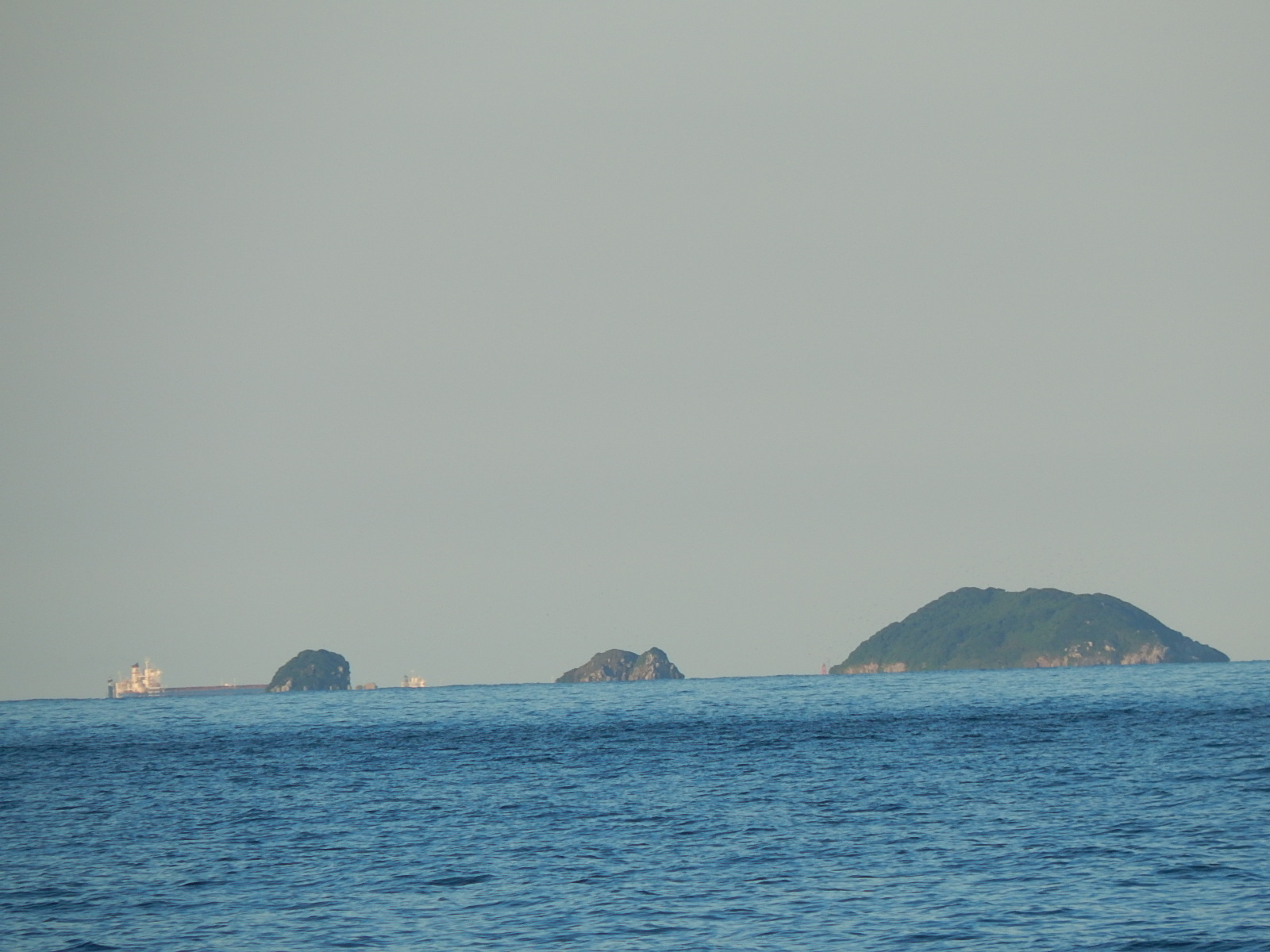
Îles Corral.

Pontal do Paraná est une municipalité de la microrégion de Paranaguá, dans l'État du Paraná (Brésil). En 2010, date du dernier recensement, elle comptait 20 920 habitants ; en 2020 sa population était estimée à 27 915 personnes.